# Solariola benellii
Solariola benellii (лат.) — вид жуков-долгоносиков рода Solariola из подсемейства Entiminae. Назван в честь энтомолога Alessio Benelli, специалиста по почвенным жесткокрылым за помощь в изучении Peritelini и собравшего часть типовой серии.

## Распространение
Встречаются в Италии, Сицилия.

## Описание
Жуки-долгоносики мелкого размера с узким телом, длина от 2,85 до 3,40 мм, ширина надкрылий 1 мм, длина рострума от 0,45 до 0,50 мм, ширина от 0,30 до 0,38 мм. От близких видов отличается красновато-коричневым оттенком кутикулы. Основная окраска тела коричневая. Усики 11-члениковые булавовидные. Глаза редуцированные. Скутеллюм очень мелкий. Коготки лапок одиночные. Встречаются в песчаных почвах. Предположительно ризофаги.

## Таксономия
Впервые был описан в 2019 году итальянскими энтомологами Чезаре Белло (Cesare Bello, Верона, Италия), Джузеппе Озелла (Giuseppe Osella, Верона) и Козимо Бавьера (Cosimo Baviera, Messina University, Мессина). По признаку наличия на пронотуме специализированных щетинок (echinopappolepida) и узкого рострума включают в состав видовой группы Solariola doderoi трибы Peritelini (или Otiorhynchini).